# Pseudostagmatoptera infuscata
Pseudostagmatoptera infuscata es una especie de mantis de la familia Mantidae. Es el único miembro del género monotípico Pseudostagmatoptera.

## Distribución geográfica
Se encuentra en Gabón, Camerún y Congo.